# Districten van Wenen

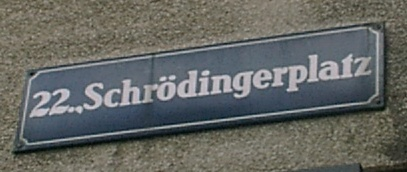
Straatnaambord van de Schrödingerplatz

Wenen is administratief ingedeeld in 23 gemeentedistricten of Bezirke. Deze districten worden aangeduid met hun nummer of met hun naam. Deze nummers komen terug op bijvoorbeeld de straatnaamborden en in de postcodes van de Oostenrijkse hoofdstad. Deze postcode bestaat uit vier cijfers, waarbij de 1 staat voor Wenen, aangevuld met twee cijfers van het district en een 0. Zo is 1010 de postcode van de Innere Stadt. In de volksmond wordt een Bezirk ook wel Hieb genoemd.

## De districten

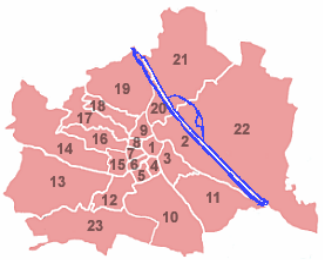
De Weense gemeentedistricten

I Innere Stadt - II Leopoldstadt - III Landstraße - IV Wieden - V Margareten - VI Mariahilf - VII Neubau - VIII Josefstadt - IX Alsergrund - X Favoriten - XI Simmering - XII Meidling - XIII Hietzing - XIV Penzing - XV Rudolfsheim-Fünfhaus - XVI Ottakring - XVII Hernals - XVIII Währing - XIX Döbling - XX Brigittenau - XXI Floridsdorf - XXII Donaustadt - XXIII Liesing

## Geschiedenis
Oorspronkelijk bestaat de stad Wenen uit de huidige Innere Stadt. Vanaf de 15e eeuw ontwikkelen zich echter ook woongemeenschappen buiten de stadsmuren. De gemeentes tussen de binnenstad en de Gürtel noemde men Vorstädte (Nederlands: Voorsteden). Ter vereenvoudiging van het bestuur van de stad werden deze voorsteden in 1849 als de Districten 2 tot en met 8 toegevoegd aan de stad. Door delingen ontstonden later tien districten.
Buiten de Gürtel bevonden zich verschillende dorpen, waarin het dagelijks onderhoud een stuk goedkoper was, vanwege het feit dat de stadsgrens ook de grens voor de gemeentelijke belastingen was. In 1892 werden deze dorpen echter toegevoegd aan de stad als de districten 11 t/m 19. Het 20e en 21e district zijn respectievelijk een afscheiding van het 2e district en de gemeente Floridsdorf.

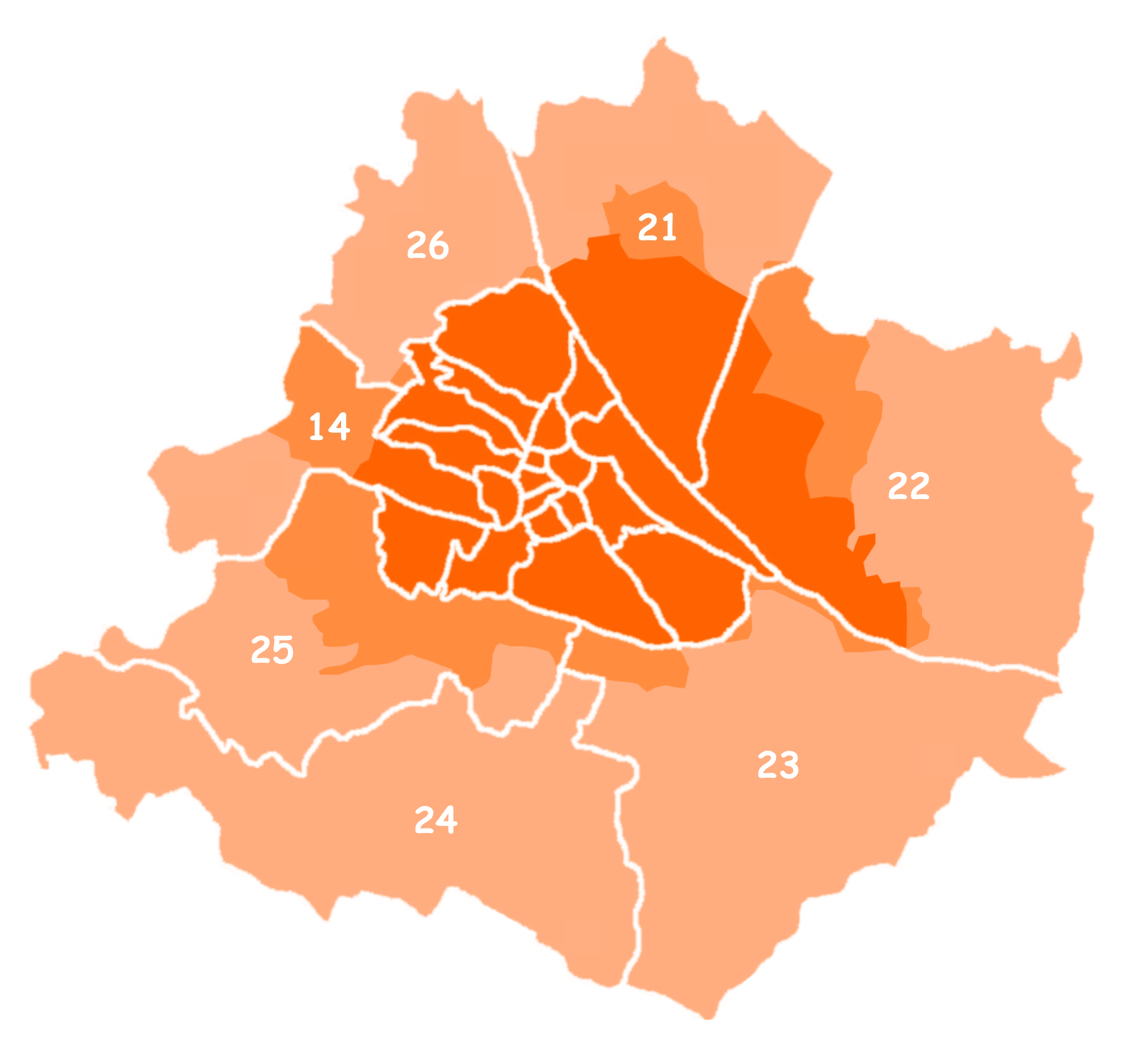
Kaart van Groot-Wenen (oude grenzen donkeroranje, nieuwe grenzen lichtoranje, huidige grenzen oranje)

Na de Anschluss, de toevoeging van Oostenrijk aan het Derde Rijk in 1938, werden 97 dorpen uit Neder-Oostenrijk aan Wenen toegevoegd, waardoor de stad de qua oppervlakte grootste stad in nazi-Duitsland werd. Tot 1954 werd de stad ook wel Groß-Wien genoemd, omdat zij destijds 26 districten telde. Hierbij werden de districten Rudolfsheim en Fünfhaus samengevoegd tot het 14e Bezirk (Pensing) en werden Groß-Enzersdorf, Schwechat, Mödling, Liesing en Klosterneuburg toegevoegd als het 22e t/m het 26e district.
Na het einde van de Tweede Wereldoorlog werd besloten deze situatie weer ongedaan te maken. De Sovjet-bezetters, Wenen was in vier bezettingszones ingedeeld, lieten dit echter niet toe. Pas in 1954 verleenden zij hier toestemming voor en konden randgemeenten weer worden ondergebracht in Neder-Oostenrijk. Hierdoor verloor de stad twee derde van haar oppervlak. De gevolgen van dit geschuif met gemeenten is nog altijd te merken in de energievoorziening, waarbij in sommige delen van de randgemeenten in het stads-bedrijf Wien-Energie leverancier is.

## Politiek
Het hoofd van een district is de Districtsvoorzitter. Deze wordt naar voren geschoven door de grootste partij. Sinds de Oostenrijkse toetreding tot de Europese Unie, mogen ook niet-Oostenrijkse inwoners van de EU welke woonachtig zijn in Wenen, deelnemen aan de districtsverkiezingen. In 2002 kregen ook inwoners van andere nationaliteiten, die vijf jaar woonachtig zijn in Wenen, stemrecht. Deze wijziging werd echter in 2004 weer ongedaan gemaakt op grond van bezwaren van de FPÖ en de ÖVP.